# عبدالرحمان نیشابوری
عبدالرحمن نیشابوری شخصی بود که در دوران حکومت مأمون، به دفعات و بدون اذن خلیفه، به جمع‌آوری لشکر در ناحیهٔ خراسان پرداخت و به جنگ با خوارج اقدام کرد. ظاهراً لشکر وی را مطوعه، غازیان و مردم محلی تشکیل می‌دادند. از جمله فعالیت‌های او در این زمینه، نبرد با حمزه بن آذرک می‌باشد که در طی آن عبدالرحمان با لشکری بالغ بر بیست هزار تن به مقابله با خوارج به رهبری حمزه شتافت و پس از شکست آنان به تعقیب حمزه و مغلوبان پرداخت.